# Loukov (Dolní Město)
Loukov (německy Laukau) je vesnice na cestě mezi Ledčí nad Sázavou a Lipnicí nad Sázavou pod vrchem Melechov, část obce Dolní Město v okrese Havlíčkův Brod.
Někdejší ves zanikla, v současné době je zde pouze několik osamělých stavení s dominantou tvořenou kostelem svaté Markéty. Bývalý mlýn na Meziklaském potoce je využíván pro rekreační účely. Západním směrem od kostela je urovnaný terén v místě barokního poplužního dvora, jehož zbytky byly odstraněny bez dokumentace v 70. letech 20. století. Několik desítek metrů východně se nachází nový hřbitov z druhé poloviny 20. století.

## Název
Původní název vsi Loukova zněl Lúký, z čehož se postupně vyvinuly názvy Lauký, Louký, Lúká (tj. Lúkáves) a posléze Loukov. V roce 1307 je uváděn Naček z Lúkého a jeho syn Václav z Lúké.

## Historie

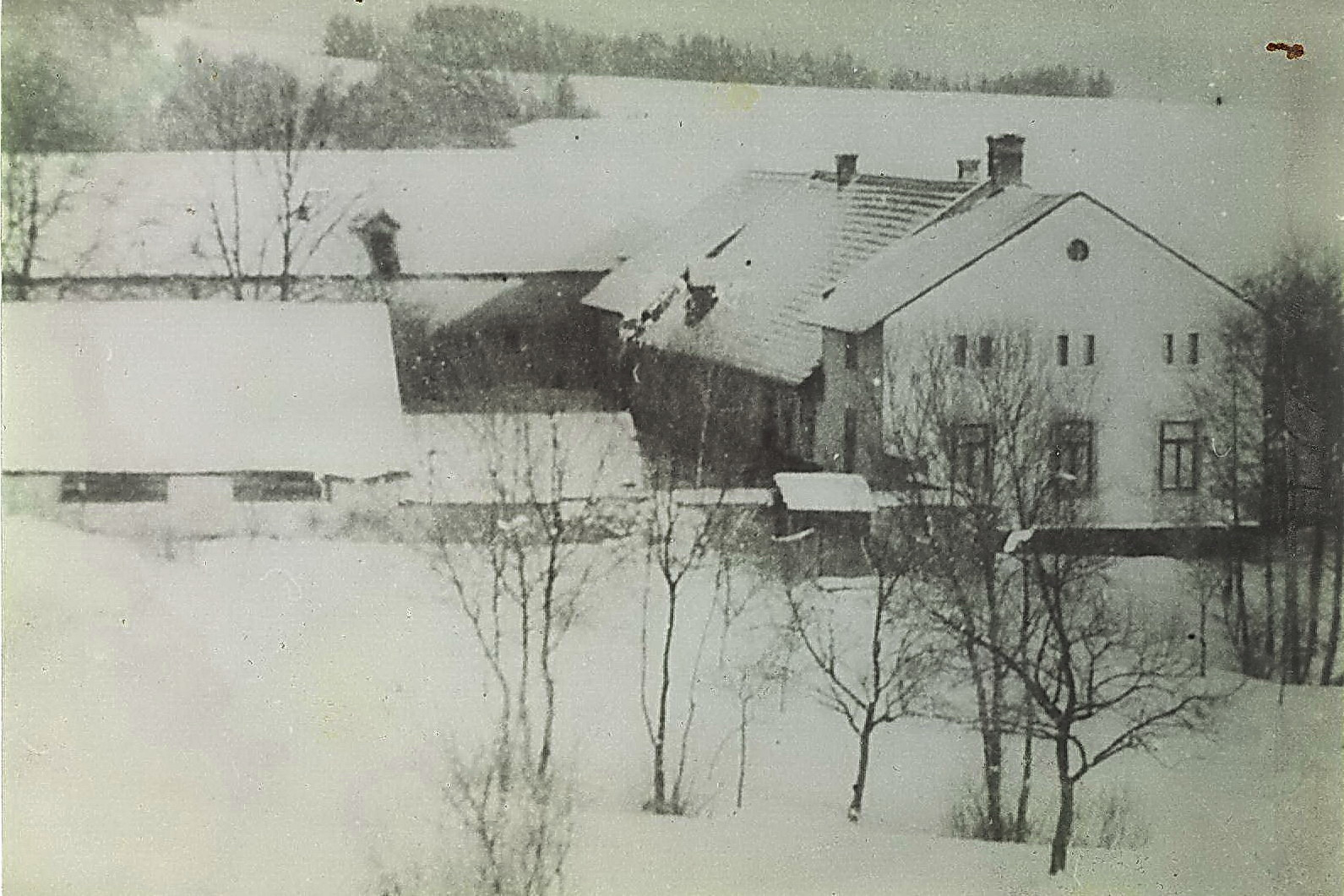
Stav statku v Loukově u Dolního Města z doby někdy kolem 60. let 20. století

První písemné doklady ale přímo o vesnici pocházejí až z roku 1352, kdy je v rejstřících papežských desátků zároveň prvně zmíněn i farní kostel. Fara tehdy patřila k děkanátu Červená Řečice. V 16. století se Loukov dostal do držení Trčků z Lípy. Za jejich panování se Loukov stal součástí kejžlické rychty a později byl připojen ke světelskému panství. Fara zanikla po roce 1623 (Otto, 1.1.1908). Po konfiskaci trčkovského panství roku 1636 dostal Loukov darem Jaroslav Sezima Rašín z Ryzemburka. Po třicetileté válce byl chrám přifařen k Humpolci a později k Lipnici nad Sázavou. Roku 1764 koupil Loukov od Karla Guolfingera, rytíře ze Steinsberka, Karel, říšský hrabě z Palmu, a roku 1798 jej spojil s lipnickým panstvím. Původní Dvůr Loukov byl v roce 1870 pronajat Antonínu Novákovi z Lipnice. V roce 1890 bylo v osadě 5 domů a hlášených 35 obyvatel.
Po pozemkové reformě po vzniku ČSR byl prodán statek pozemkovým úřadem obci Dolní Město, která následně dvůr s pozemky prodala A. Novákovi. V roce 1948 byl velkostatek znárodněn a přešel na JZD Meziklasí. V padesátých letech byli manželé Miroslav a Helena Novákovi donuceni se vystěhovat do dvou místností nevytopitelného vlhkého bytu v Křivsoudově. V Loukově družstvo založilo vepřín. Již velmi zdevastované budovy panského dvora byly zbourány (snad v roce 1982).
V letech 1869–1950 byla vesnice součástí obce Meziklasí a od roku 1961 se stala součástí obce Dolní Město.
| Rok            | 1869 | 1880 | 1890 | 1900 | 1910 | 1921 | 1930 | 1950 | 1961 | 1970 | 1980 | 1991 | 2001 |
| -------------- | ---- | ---- | ---- | ---- | ---- | ---- | ---- | ---- | ---- | ---- | ---- | ---- | ---- |
| Počet obyvatel | 106  | 69   | 35   | 43   | 35   | 44   | 29   | 35   | 45   | 34   | 21   | 12   | 12   |

## Skelná huť sv. Františka
V roce 1726 založil Šimon Hanibal Adler v Loukově na panství lipnickém sklárnu sv. Františka. Sklárnu pak provozoval až do své smrti v roce 1742. Sklárnu v Loukově provozovala dále Šimonova manželka Alžběta rozená Lubiňská z Uhlířských Janovic. V roce 1741 byl Loukov oddělen od lipnického panství a roku 1743 se stal majetkem Alžběty Adlerové. Po její smrti v roce 1759 se huť v Loukově dostává v držení dcer Tobiáše a Alžběty Adlerových. Huť vede nejprve Václav Čapek, manžel jedné z dcer a pak Karel Guolfinger von Steinsberg, manžel druhé dcery. V roce 1763 dědicové statek Loukov prodali hraběti Palmovi, majiteli lipnického panství. Huť v Loukově však provozovali dále až do roku 1771, kdy ji od Guolfingera získal Johann Ignác Eisner. Eisner huť provozoval snad již od roku 1767. Huť zvelebil. Sklárna měla pec s deseti pánvemi. Právě zde Eisner získal přídomek „bohatý a slavný“. Šířil o sobě pověst, že zničil veškeré své konkurenty na palmeovských panstvích. Po získání loukovské huti získal Johann Ignác Eisner za zásluhy o sklářství i predikát „von Eisenstein“, o který se ucházel již delší dobu, a dostal se tak mezi českou šlechtu. V roce 1787 bylo v areálu sklárny 9 popisných čísel, většinou dřevěných chaloupek sklářů. Huť v Loukově byla v provozu do roku 1791, kdy byl provoz zastaven údajně pro nedostatek dřeva. Rok nato je zde však již uváděn skelmistr Zinggrosser. V letech 1789–1814 pracovala v úpatí Melechova i sklárna v Koutech.
V roce 1803 koupil huť v Loukově od skelmistra Pohla prasynovec Tobiáše Adlera Michael. Sklo z hutě tehdy směřovalo např. do Holandska. V huti tehdy pracovalo 16 sklářů. O rok později se zde vyráběly lékárnické láhve. Huť zde pracovala i ve válečných letech 1814–1815, kdy bylo v Čáslavském kraji v provozu pouze 5 skláren. Zdejší sklo bylo velmi kvalitní. Michael Adler zde zemřel v roce 1821. Po Michaelově smrti se huti ujal jeho syn Václav. Ten však zemřel již v roce 1838. V první polovině 40. let 19. století získala sklárnu do nájmu firma Lazar Pick a synové z Habrů. Roku 1852 jsou v Melechovské huti „Rohule“ zmiňováni jako skelmistři Josef Löffelman, František Gerbard (Gerhardt) a pak Hynek Kopp st. Tyto skelmistry lze najít i v huti v Budislavi. Sklárna měla deset pánví, pracovalo zde dvacet osob a zásobovala sklem brusírnu v Josefodole. V roce 1858 pak Hynek Kopp ml. s Václavem Uhlířem, za nichž sklárna po roce 1860 zanikla. Sklárna je pak znovu připomínána v roce 1870 v souvislosti s výrobou dutého a barevného skla.

## Kostel sv. Markéty

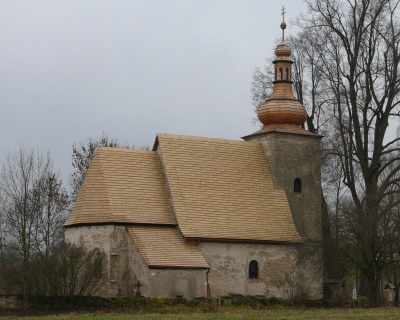
Kostel sv. Markéty

Kostel sv. Markéty je výtvarně zajímavou stavbou. Velice působivý je trojboký závěr presbyteria, vyztužený opěrnými pilíři. Okna presbyteria jsou poměrně velká, dělí je střední prut a ve vrcholu je kružba. Nad patami střešních štítů jsou konzoly s figurálními motivy. Během sondážního průzkumu bylo v jižní stěně lodi lokalizováno ostění středověkého portálu. Je pravděpodobné, že původně stávala u kostela samostatná zvonice, tak jako u zbylých kostelů.
Původní stavba vznikla před polovinou 14. století (i když se nevylučuje i existence starší stavby v témže místě), krov sedlové střechy však pochází až z druhé poloviny 15. století. Teprve ve druhé polovině 17. století byla přistavěna ke kostelu věž čtvercového půdorysu. Kostel má obdélnou plochostropou loď a užší, obdélné, polygonálně uzavřené presbyterium s žebrovou křížovou klenbou. K severní stěně přiléhá drobná sakristie, zaklenutá plackou.
Na severní stěně lodi pod kruchtou se nachází malý devoční obraz sv. Matěje, o kus dál směrem na východ rozsáhlý obraz sv. Kryštofa a fragment s námětem Oplakávání Krista. Východní stěnu lodi při vítězném oblouku pokrývá na evangelijní straně několik nad sebe řazených pásů s výjevy Ukřižování, Poslední večeře Páně, Piety a Oběti Kaina a Ábela. Na epištolní straně je vymalována rozměrná scéna s výjevem Umučení deseti tisíc rytířů a nad ní Boj sv. Jiří s drakem. Severní stěnu presbyteria zdobí překrásný výjev Bolestného Krista s Arma Christi (nástroji umučení). Na zbytku severní a na jižní stěně se rozvíjejí scény z legendy titulární světice sv. Markéty.

## Galerie

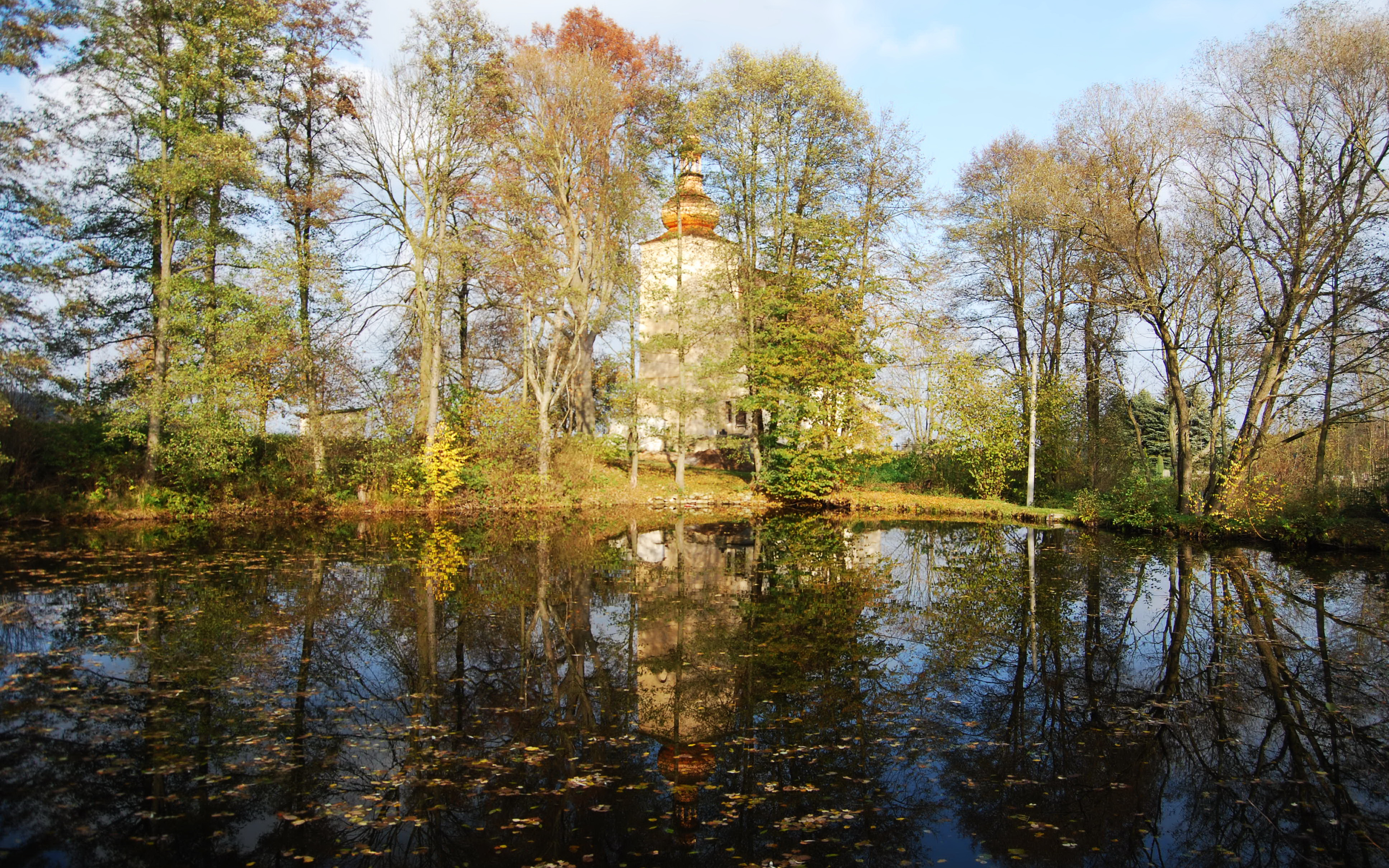
Pohled přes rybník na kostel sv. Markéty v roce 2008
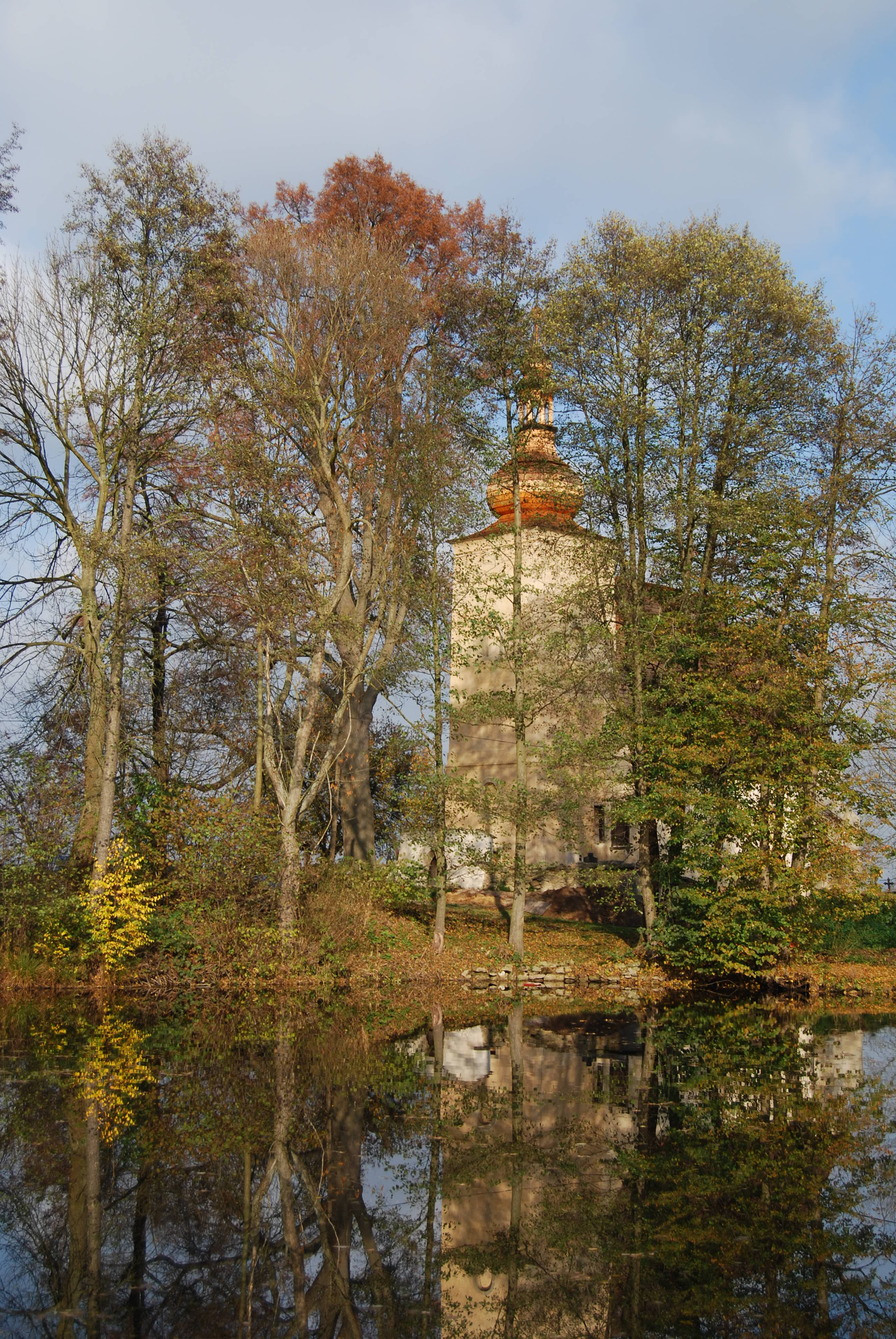
Kostel - pohled přes rybník
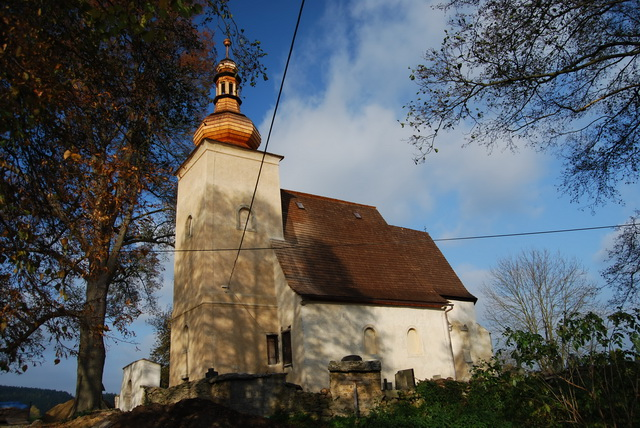
Kostel po opravách roku 2009
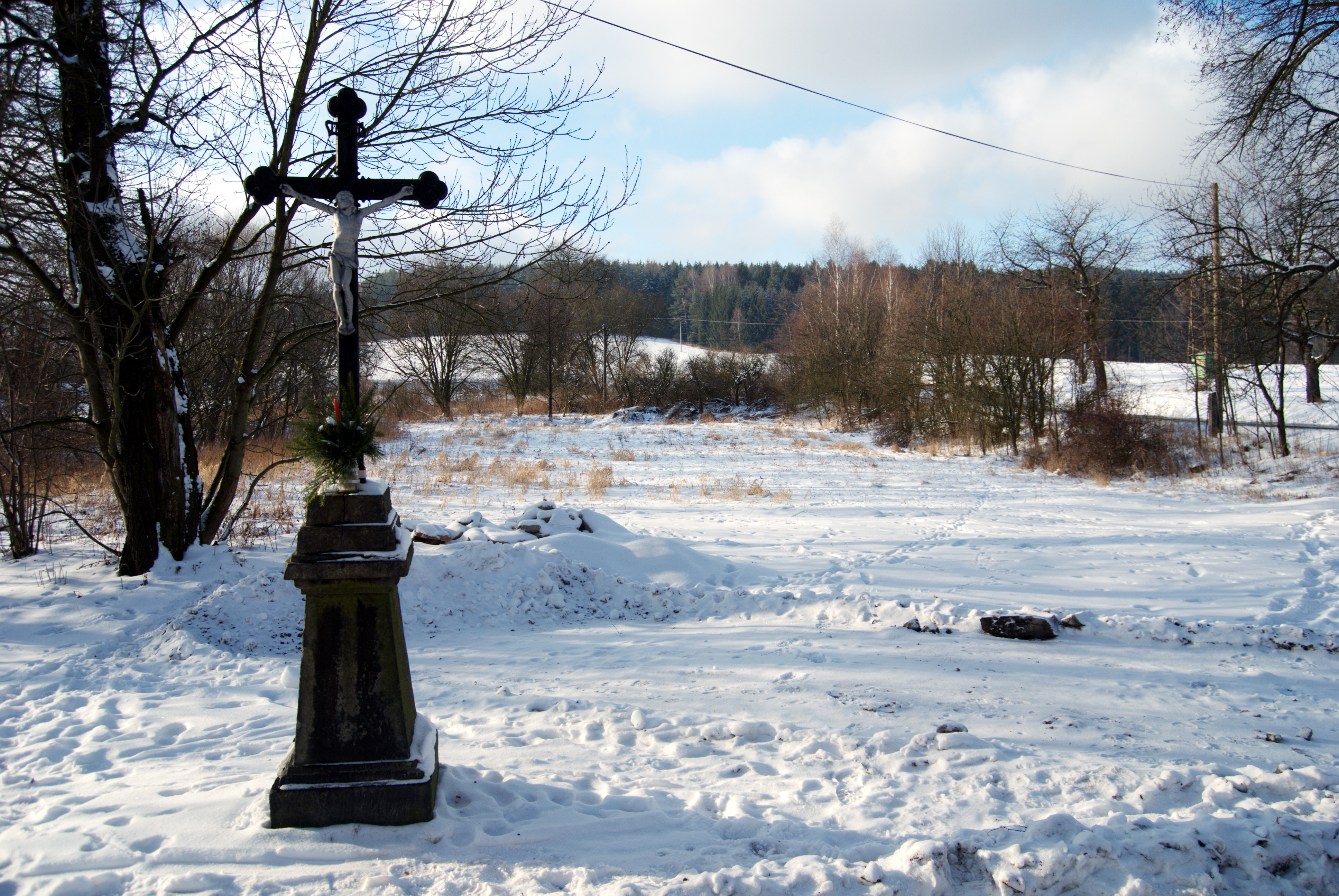
Pohled přes křížek na pozemek bývalého statku v zimě